# Volker Zotz
Volker Zotz (n. 28 octombrie 1956, Landau in der Pfalz) este un scriitor, filozof și istoric al religiilor austriac, specialist în cultura și literatura budistă chineză și japoneză. A absolvit Facultatea de Filosofie a Universității din Viena, este profesor la Universitatea din Luxemburg.